# Сонора (річка)
Річка Сонора (ісп. Río Sonora) — річка на північному заході Мексики в штаті Сонора. Річка бере початок на півдні від міста Кананеа (недалеко від кордону США). У найвологіші роки впадає в Каліфорнійську затоку Тихого океану. Довжина річки близько 400 км.

## Водотік
Площа басейну річки складає 26,010 квадратних кілометрів. Басейн річки умовно поділяють на шість невеликих басейнів. Середньорічна кількість опадів становить 375 мм і припадають в основному на два сезони: в кінці літа та взимку. Річка від міста Кананеа тече на південь, потім на південний захід через хребет Західна Сьєрра-Мадре. Нижче річка протікає повз місто Ермосійо столицю штату Сонора. Річки Сан-Мігель недалеко від міста Ермосійо впадає в річку Сонора, а потім вона тече в водосховище Абелардо-Родригес, води якого використовуються для зрошення. У нижній течії річка перетинає прибережну низовину штату в районі міста Баїя-де-Кіно, але через греблі і зрошувальні канали вона більше не досягає Каліфорнійської затоки. У період рясних опадів річка Сонора іноді досягає море Кортеса.